# Bataille de Plaisance (271)
La bataille de Plaisance a lieu en 271 entre une armée romaine dirigée par l'empereur Aurélien et la tribu des Juthunges, près de l'actuelle Plaisance.

## Contexte
Depuis l'hiver 270, l'armée romaine est occupée à repousser une invasion vandale sur le limes du Danube. L'expédition est finalement couronnée de succès, cependant, la tribu des Juthunges saisit l'occasion pour envahir l'Italie, comptant sur l'absence de l'armée romaine.
L'empereur Aurélien, qui est en Pannonie avec une armée pour contrôler le retrait des Vandales, se précipite en Italie mais, alors qu'il s'approche de Mediolanum, il apprend que l'ennemi se déplace déjà vers le sud-est, après avoir saccagé Plaisance. Selon le continuateur anonyme de Dion Cassius, il leur envoie immédiatement un message exigeant leur reddition, qu'ils rejettent en mentionnant que s'il veut les défier, ils vont lui montrer comment un peuple libre peut se battre.

## Bataille
Les Juthunges surprennent l'armée romaine épuisée dans une embuscade dans une zone boisée près de Plaisance, et l'armée romaine est vaincue par les Barbares.

## Conséquences
La nouvelle de cette défaite humiliante produit deux révoltes militaires de courte durée. Les Juthunges continuent à se déplacer sur la via Aemilia en direction de Rome. Comme aucune force militaire puissante ne reste entre les envahisseurs et la capitale, la panique se répand dans la ville, qui s'est développée bien au-delà de ses anciens murs.
Selon l'Histoire Auguste, les livres sibyllins sont consultés et des cérémonies religieuses sont effectuées pour appeler à l'aide les dieux. Les Romains échappent au désastre lorsque l'empereur Aurélien finit par vaincre les Juthunges à la bataille de Fanum Fortunae, entraînant une grande fête dans toute la ville.